# Lovetch
Pour l'oblast, voir Lovetch (oblast).
Lovetch (en bulgare : Ловеч ; API : /ˈɫɔvɛtʃ/ ; translittération scientifique : Loveč) est une ville de Bulgarie. Elle est le chef-lieu de la région de Lovetch et est située à 150 km de la capitale Sofia. Les villes les plus proches sont Pleven, Trojan et Teteven. D'après les données de l'Institut National des Statistiques, fin 2017, la population de la ville était de 32 818 habitants, dont 16 916 femmes (51,5 %), alors que l'agglomération de Lovetch comptait 44 086 habitants, dont 22 720 femmes (51,5 %).
La ville est dirigée depuis le 1er novembre 2015 par Kornelia Marinova (GERB).

## Étymologie du nom
Le nom est certainement dérivé de la racine slave lov (chasse) et le suffixe -etch.

## Géographie
Lovetch est situé dans le Grand Balkan, région montagneuse du centre de la Bulgarie, sur les deux rives de l'Osam. La partie orientale de la ville est entourée par un plateau situé à environ 250 m d'altitude.
Dans le nord-ouest le relief change progressivement en direction des plaines du Pleven. L'altitude moyenne de Lovetch est d'environ 200 m. Le point le plus élevé de la ville est la colline d'Ak bair (altitude 450 m).

## Histoire

### Préhistoire
Lovetch est l'une des plus anciennes villes de Bulgarie. De très vieilles traces d'activité humaine ont été retrouvées dans la région, principalement dans les grottes proches de la ville. La raison en est la situation confortable entre les montagnes et le plat pays, ainsi que  la présence d'une rivière.
Les premiers habitants de la ville ont été la tribu thrace de la Meldi, dont des traces datent des IVe et IIIe siècles av. J.-C.. Ils ont fondé leur capitale, appelé Melta, dans la région, qui est situé à la place de l'actuel quartier de Varoša, qui constitue une « réserve architecturale ». Plus tard, quand les Balkans ont été occupés par l'Empire romain, un camp militaire, Praesidium, a été fondé près de la ville moderne, situé à une position stratégique importante sur l'une des principales voies romaines. Des parties de cette route sont visibles sur le territoire actuel de Lovetch.

### Époque ottomane
Au XVIIe siècle, Lovetch  (Lofça en turc) redevient un important lieu de commerce et l'une des villes les plus riches de Bulgarie, d'où son surnom d'Altan Lovetch (Lovetch doré, en turc) à l'époque.
1784 est une année noire dans l'histoire de la ville : en effet, elle est incendiée et ravagée par l'armée turque. Des 20 000 habitants, seuls 4 600 survivront à ce massacre.

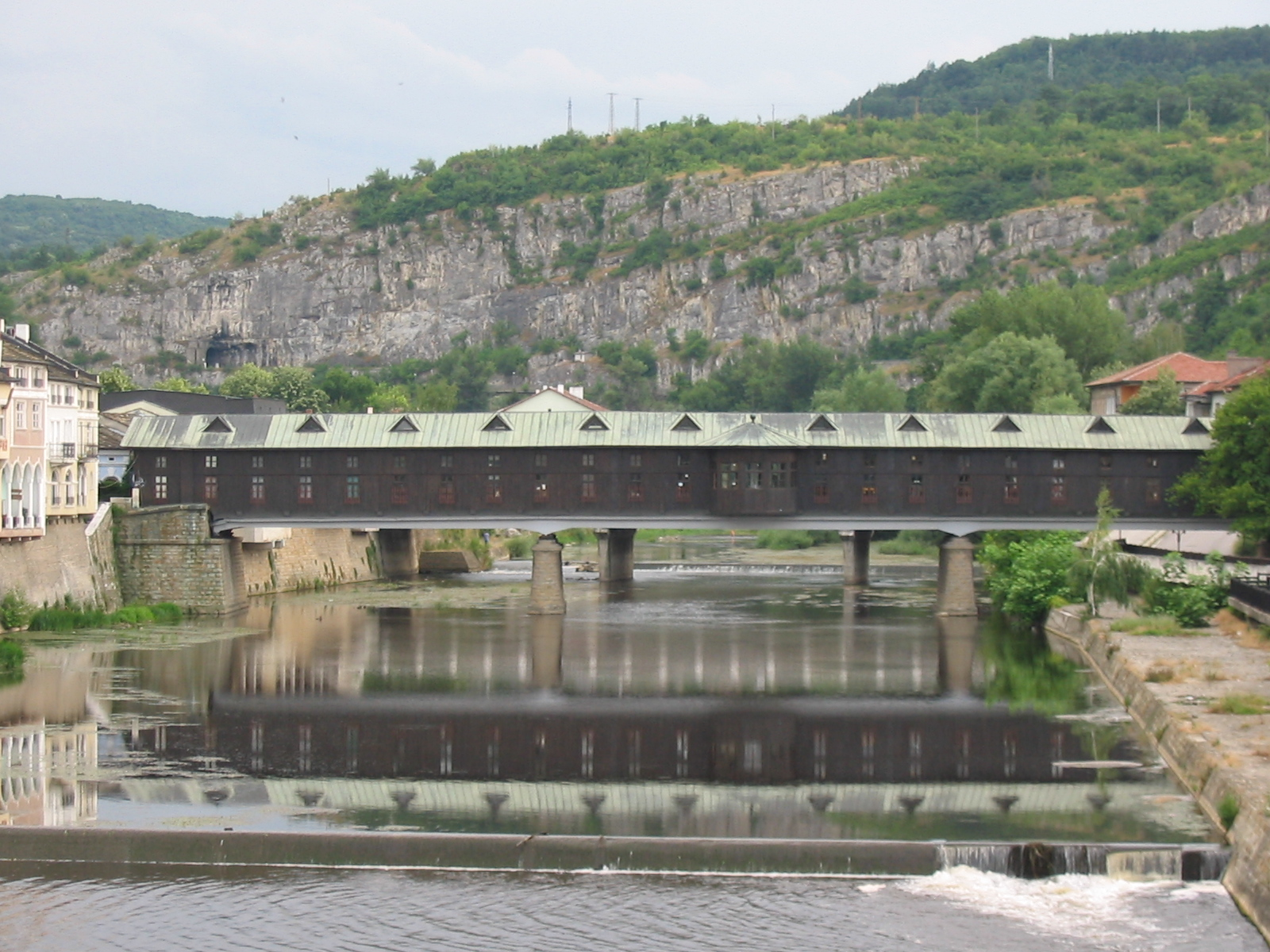
Le pont couvert reliant les deux parties de la ville.

À l'époque de la résistance contre les Ottomans, Lovetch est le centre d'opérations de l'Organisation Interne Révolutionnaire de Vasil Levski, également appelée Comité révolutionnaire secret. Levski sera arrêté par l'armée turque près de Lovetch, dans un village appelé Kakrina, puis pendu à Sofia. Le plus grand musée consacré à Vasil Levski en Bulgarie, contenant de nombreux effets personnels tels que des carnets, des vêtements et des armes, se trouve dans la partie la plus ancienne de la ville de Lovetch.
Entre 1872 et 1874, l'ingénieur bulgare Nikola Fitchev, connu aussi sous le nom de Kolju Fitcheto, érige le célèbre Pont couvert (Покрит мост) sur la rivière Osam, le seul de ce type dans les Balkans. Le pont brûle en 1925, puis est reconstruit en 1931. De nos jours, il relie la nouvelle et l'ancienne partie de la ville et est à proximité d'une multitude de cafés, de restaurants et de magasins de souvenirs.
Pendant la guerre russo-turque de 1877-1878, une importante bataille a eu lieu à Loveč : la bataille de Plevna.

## Économie
Le complexe industriel Balkan (en), créé en 1938, a travaillé pour le constructeur aéronautique bulgare Darzhavna Aeroplanna Rabotilnitsa (en) puis s'est reconverti dans l'automobile avec le constructeur national Balkancar ; il a produit, entre autres, la voiture italo-bulgare Pirin-Fiat et la russe Moskvitch 2141 Aleko.
Depuis 2012, il abrite la première usine d'assemblage du constructeur automobile chinois Great Wall en Europe et l'unique site de construction automobile bulgare.

## Galerie

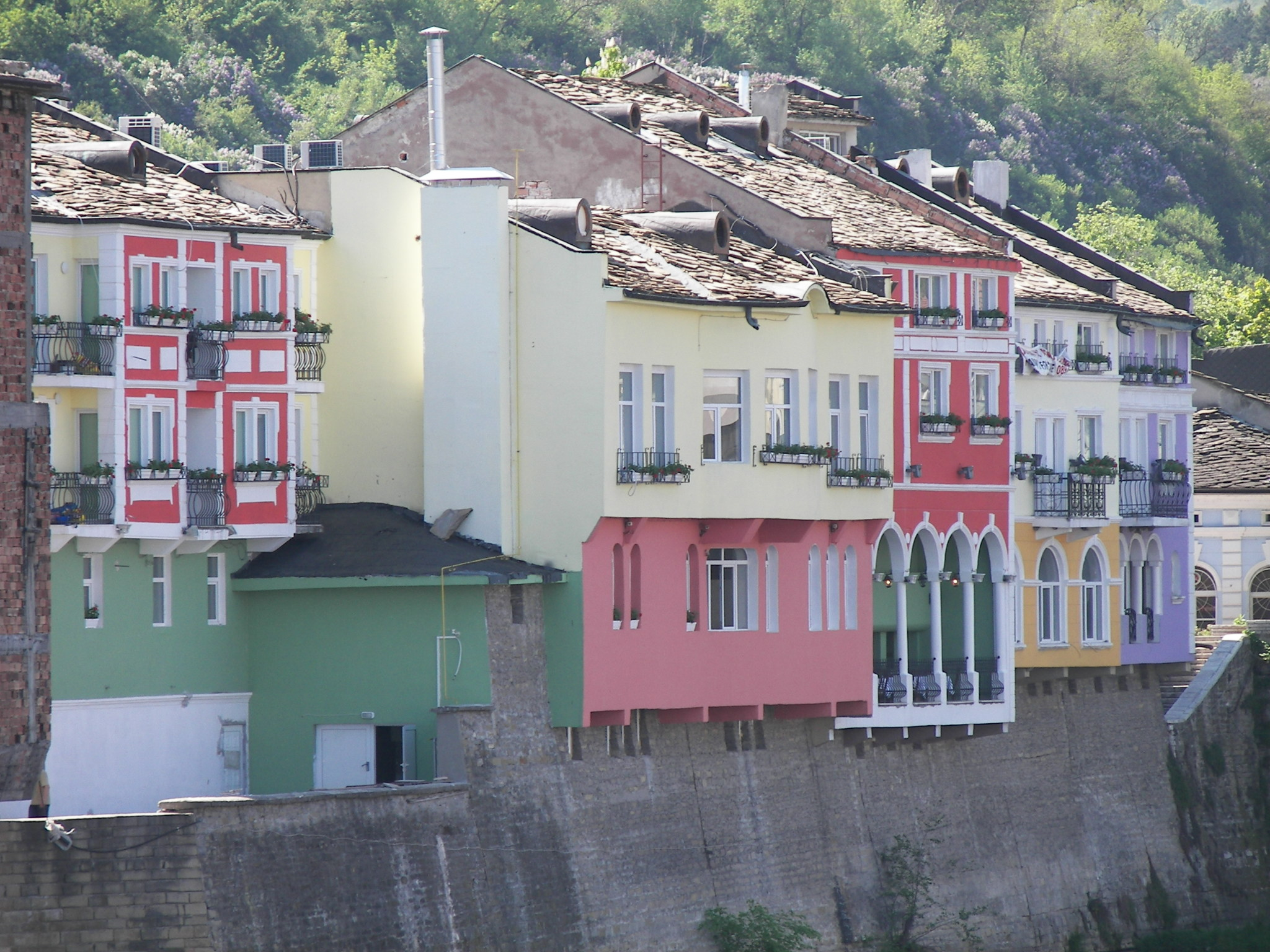
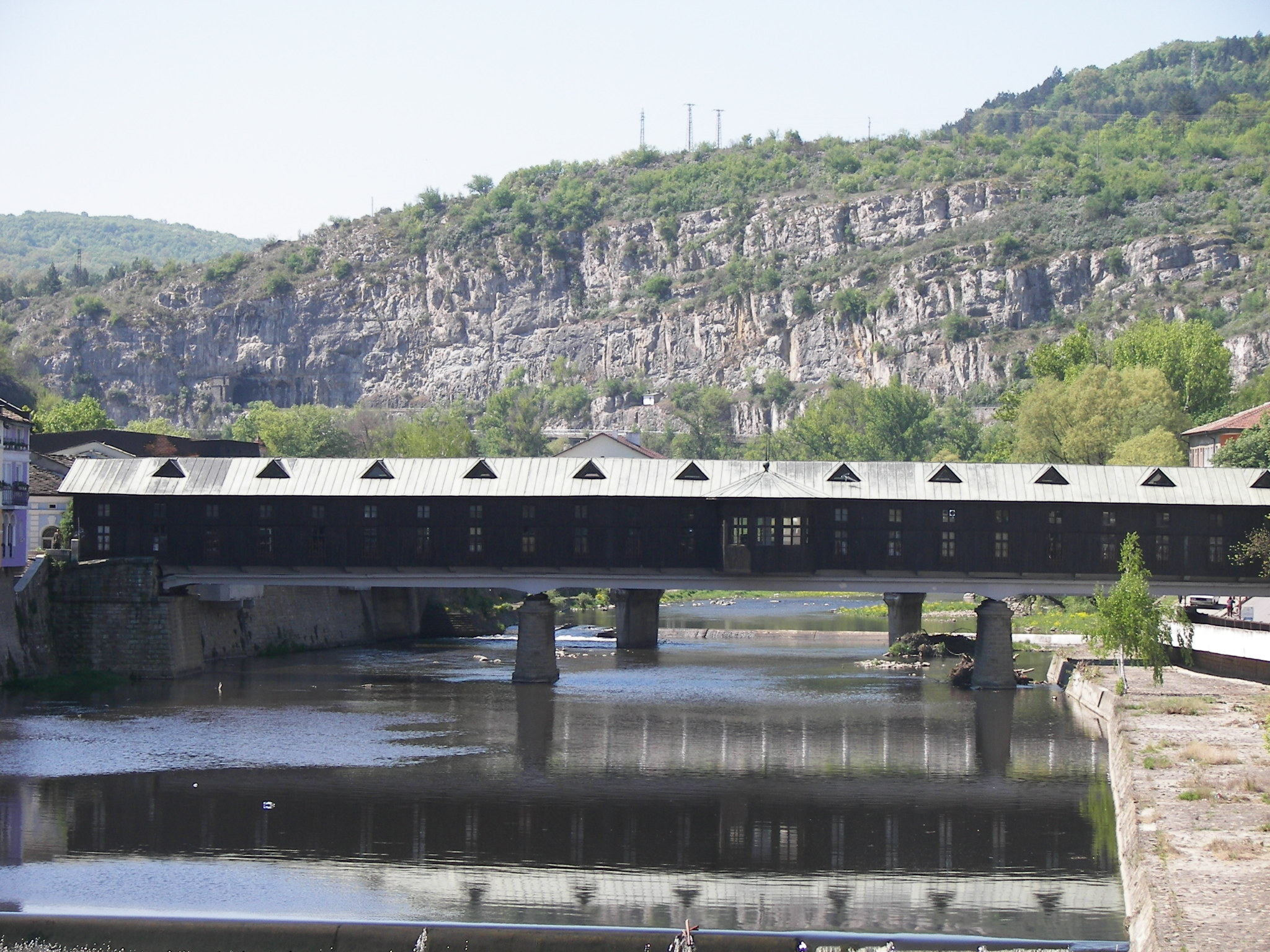
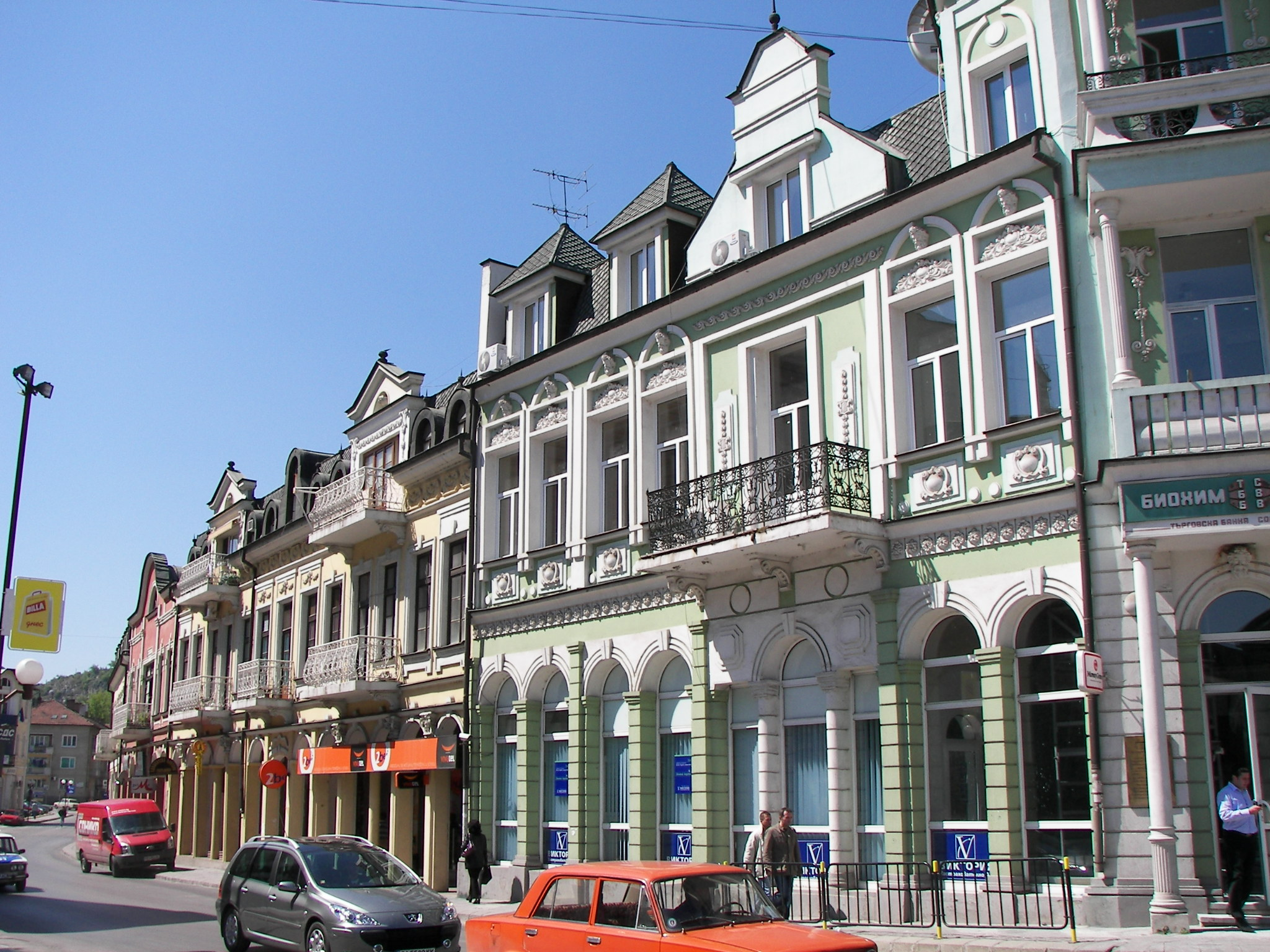
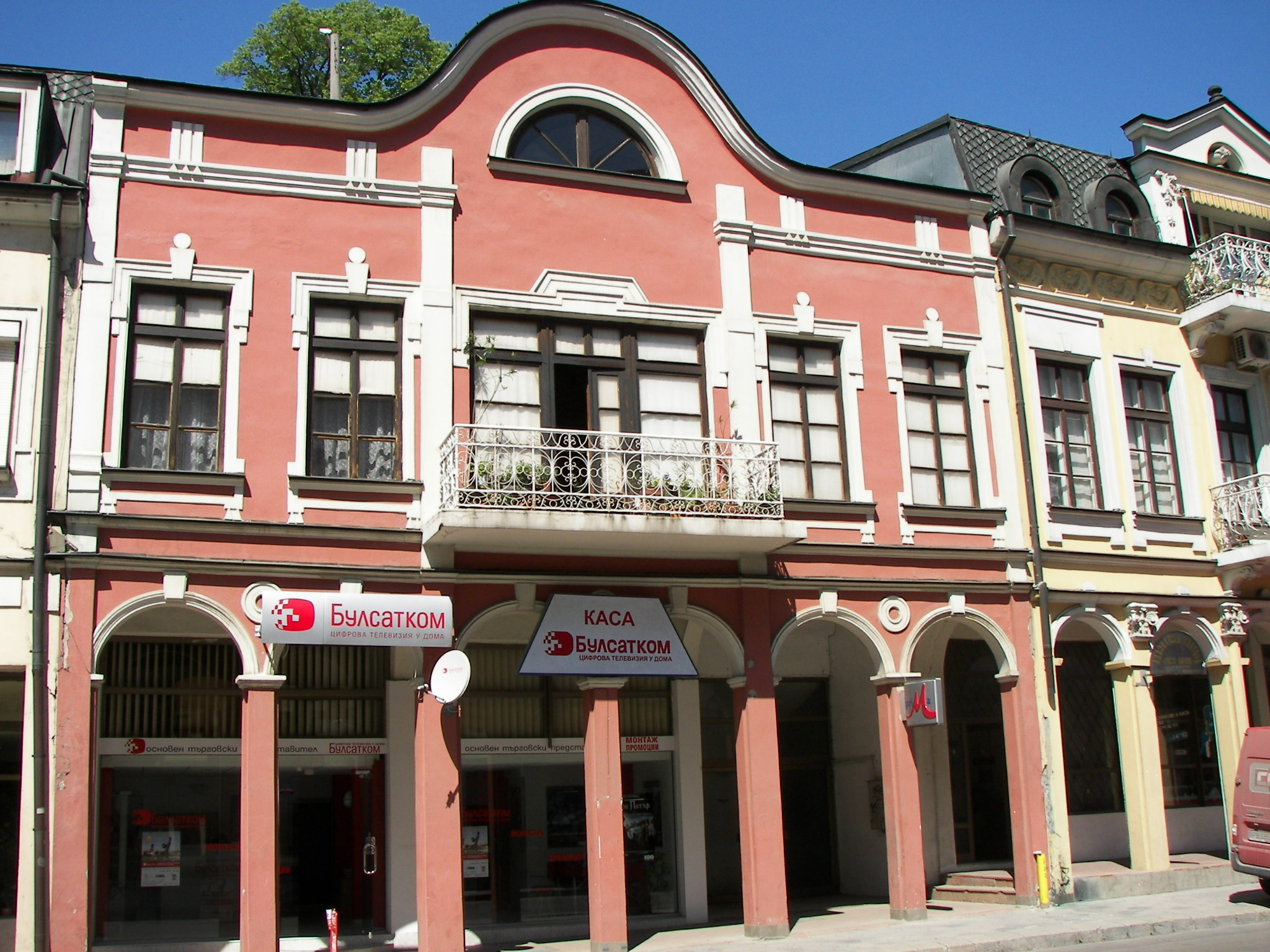
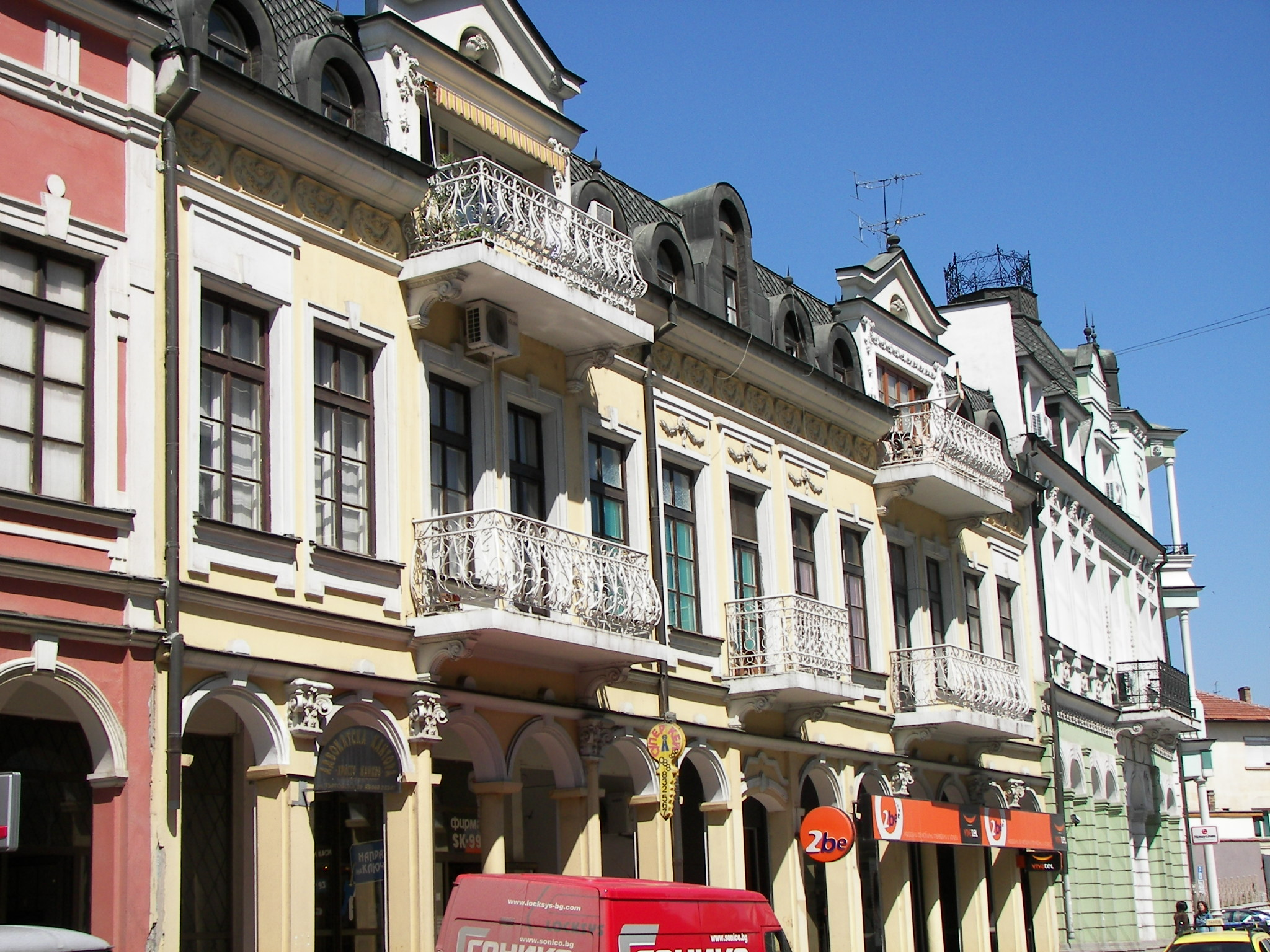

## Sport
- Football : PFC Litex Lovetch

## Jumelages
La ville de Lovetch est jumelée avec :
- Trebinje (Bosnie-Herzégovine)
- Osmangazi (Turquie)
- Kolašin (Monténégro)
- Berat (Albanie)
- Valladolid (Espagne)
- Erfurt (Allemagne) depuis 1971
- Iziaslav (Ukraine)
- Laval (France) depuis 2010
- Lotochino (Russie)
- Riazan (Russie) depuis 1964
- Syktyvkar (Russie)

## Personnalités liées à la ville
Personnalités nées à Lovetch :
- Ahmed Cevdet Paşa (1822-1895), intellectuel ottoman ;
- Christo Brambarov (1907-1974), baryton bulgare ;
- Georgi Denev (né en 1950), footballeur bulgare ;
- Emil Grozev (né en 1991), footballeur bulgare ;
- Georgi Ivanov (né en 1940), spationaute bulgare ;
- Ivaylo Petev (né en 1975), footballeur bulgare ;
- Vassil Radoslavov (1857-1929), homme politique bulgare ;
- Ivan Sratsimir (XIVe siècle), tsar de Bulgarie ;
- Benjo Tsonev (1863-1926), linguiste bulgare ;
- Diana Yorgova (née en 1942), athlète bulgare.

### Sources et bibliographie
- (en) Cet article est partiellement ou en totalité issu de l’article de Wikipédia en anglais intitulé « Lovech » (voir la liste des auteurs).